# Zaida Catalán
Zaida Catalán, née le 6 octobre 1980 à Stockholm et morte en mars 2017 en République démocratique du Congo, est une femme politique suédoise, membre du Parti vert et chef des Jeunes Verts de Suède entre 2001 et 2005.
Militante des droits de l'homme et de l'environnement, elle est connue pour son travail en faveur des droits des animaux. Elle est tuée lors d'une mission de l'ONU en République démocratique du Congo en mars 2017.

## Biographie
Née à Stockholm, Zaida Catalán grandit à Högsby dans la province de Småland. Son père, réfugié politique originaire du Chili s'installe en Suède en 1975. Elle est diplômée d'un master en droit de l'Université de Stockholm.

## Carrière politique
Militante des droits des animaux, elle devient la responsable des Jeunes Verts de Suède en 2001. Après deux ans de gouvernance aux côtés de Gustav Fridolin et deux années supplémentaires avec Einar Westergaard, elle démissionne en 2005.
En 2006, à la suite des élections générales suédoises, elle entre au Conseil municipal de Stockholm pour le Parti vert. Fin 2008, elle annonce sa candidature au Parlement européen, avec un objectif de défense des droits des personnes LGBT en Europe. Par ailleurs, elle souhaite élargir aux pays européens la lutte contre la marchandisation du sexe, à l'instar des lois suédoises. Après un vote interne au sein du parti, elle est classée en cinquième position dans la liste des candidats. Malgré une campagne personnelle engagée, elle échoue à occuper une place au sein de l'institution.
En décembre 2010, Zaida Catalán quitte son poste d'avocate pour le groupe parlementaire du Parti Vert et démarre une nouvelle carrière comme experte en matière de violence sexuelle pour la police de l'Union européenne au sein de l'EUPOL. Elle est alors basée à Goma, en République démocratique du Congo.

## Décès

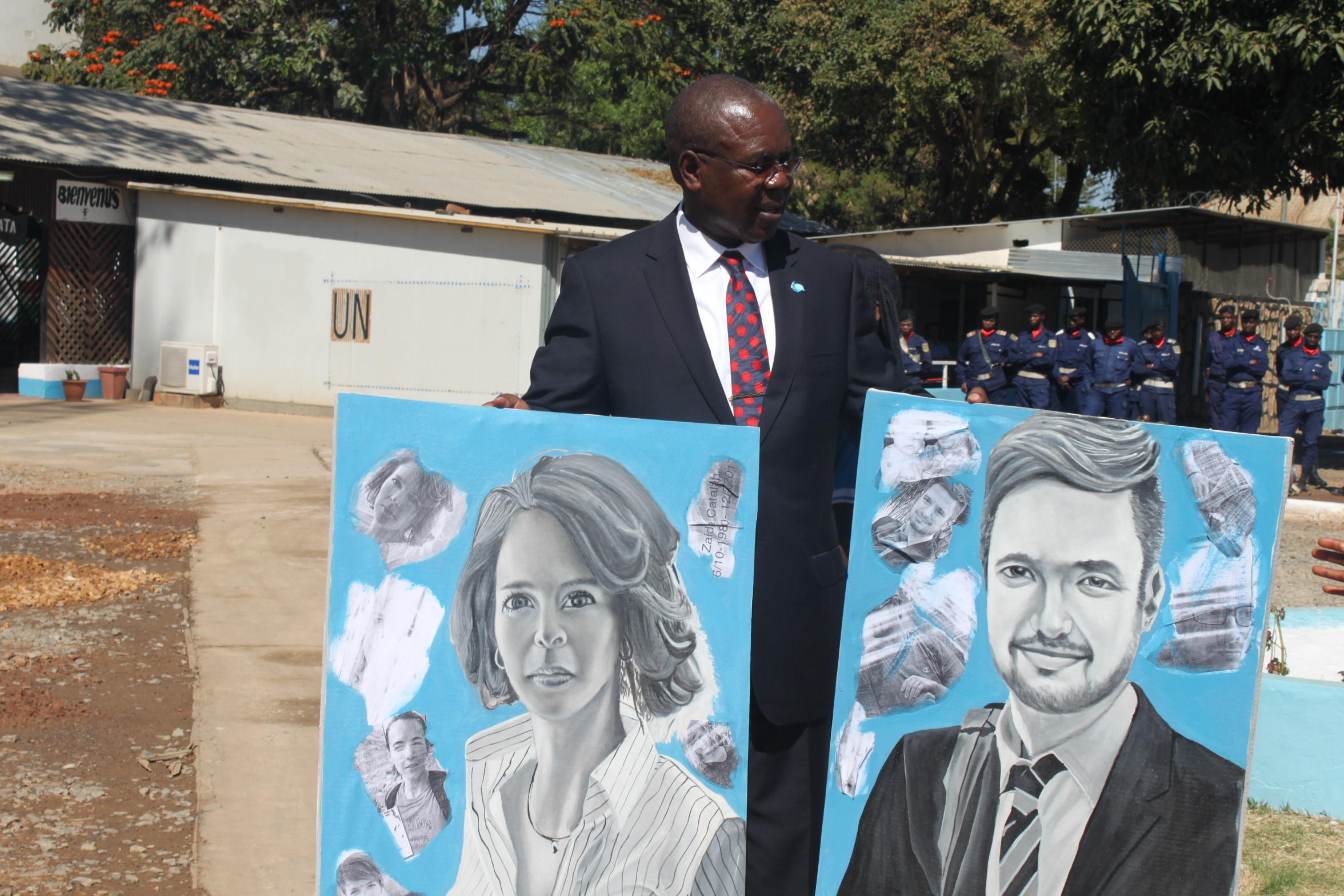
Cérémonie à Lubumbashi en mai 2018 à la mémoire de Zaida Catalán et de Michael Sharp.

Le 12 mars 2017, dans le cadre de la rébellion Kamwina Nsapu, Zaida Catalán et un autre employé de l'ONU, l'Américain Michael Sharp, sont enlevés lors d'une mission près du village de Ngombe, dans la province de Kasaï,,. Leurs dépouilles sont découvertes le 27 mars. Le corps de l'experte est retrouvé dans une tombe peu profonde. Celui-ci a été décapité vraisemblablement comme une sorte de rituel ou de déclaration des bourreaux. Malgré l'arrestation de deux principaux suspects par les autorités congolaises, son corps n'a pu être restitué en intégralité. Une vidéo de l'exécution des deux experts fait surface en avril 2017,. Elle est notamment visible dans le film L'Empire du silence de Thierry Michel (2022).
En janvier 2017, Zaida Catalán note dans son carnet personnel qu'il y a « des développements excitants » et qu'elle pourrait peut-être coincer quelqu'un. D'après les dossiers de son ordinateur, il s'agirait de Clément Kanku, ministre du développement au Congo. Parmi 130 fichiers concernant ce dernier, un enregistrement audio concerne une discussion qu'il a avec un subalterne concernant des incendies et des meurtres à Tschimbulu.
Les autorités suédoises ont lancé une enquête sur le meurtre de Zaida Catalán, le 29 mars 2017. Le ministre de l'Éducation Gustav Fridolin et le Premier ministre Stefan Löfven ont tous deux exprimé leur désarroi. Le secrétaire général de l'ONU, António Guterres, a également présenté ses condoléances.
Certaines critiques ont dénoncé une approche irresponsable de l'ONU dans une zone éloignée et violente et le manque de formation des deux experts non accompagnés d'un interprète sur le terrain.